# Mr. Satán
Mr. Satan (ミスター・サタン Misutā Satan?), conocido como Hercule en algunos de los doblajes de Funimation y en el manga en inglés de Viz, es un personaje de ficción de la franquicia Dragon Ball creado por Akira Toriyama. Es un extravagante artista marcial que se convierte en un héroe de renombre mundial después de los "juegos de Cell".

## Desarrollo

### Nombre
En el doblaje inicial de la serie, Funimation cambió su nombre a "Hercule". Sin embargo, cuando grabaron un nuevo doblaje para lanzamientos de videos caseros sin cortes, comenzaron a usar el Mr. Satán original. En 2009, Toriyama reveló que su nombre real era Mark (マ ー ク, Māku); (Marco o Marcos en algunas traducciones), un juego de palabras con la palabra japonesa akuma, que significa diablo o demonio. Los fanáticos japoneses votaron a Mr. Satán como el undécimo personaje más popular de la serie Dragon Ball en una encuesta de 2004.

### Doblaje
En Japón su seiyū fue Daisuke Gōri hasta su muerte en 2010. Luego por Unshō Ishizuka hasta su muerte en 2018, Masashi Ebara es la voz actual del personaje. En inglés, los actores de voz son Don Brown en el doblaje de Ocean y Chris Rager en el doblaje de Funimation. En doblaje filipino, para censurar su nombre, se le dio el nombre de Maestro Pogi.

## Biografía
Después de que Son Gokū y sus compañeros dejan de asistir al Torneo Mundial de Artes Marciales, Mr. Satán comienza a ganarlos y se convierte en el campeón reinante durante muchos años. Durante los juegos de Cell, intenta luchar contra Cell, pero incluso después de ser derrotado de forma muy humillante y con facilidad por este último, finalmente resulta ser una parte fundamental en la batalla de Gohan contra Cell, ya que Mr. Satán por decisión propia decide ayudar aun cuando eso puede costarle su vida, llevando la cabeza decapitada del Androide #16 hasta donde se encontraban parados Gohan y Cell, donde momentos después Mr. Satán lanza la cabeza de este androide lo más cerca posible de Gohan, siendo este androide el detonante para que Gohan alcanzara su transformación de Super Saiyajin 2, junto con la ayuda desinteresada de Mr. Satán. Finalmente después de que Gohan elimina a Cell de una vez por todas, el mismo Mr. Satán decide tomar todo crédito ante los medios de comunicación por la muerte de Cell y lo celebran como un héroe. Más tarde se hace amigo de Majin Buu; Después de convencerlo del error de sus formas asesinas, la influencia del Dai Kaiō Shin dentro de Buu hace que la criatura se reforme, llevándolo a expulsar sus tendencias malignas que se convierten en una forma de vida totalmente diferente. Más tarde, ayuda a derrotar a la versión malvada de Buu usando su influencia de celebridad para unir a la gente de la Tierra y contribuir con su energía a Gokū. Tras la batalla este encontraría a Majin buu, ahora conocido como Mr. Buu (ミスター・ブウ Misutā Bū?) tendido en el suelo y descubre que aun sigue con vida, por lo que rápidamente le pide a Dende que lo ayude, sin embargo Vegeta en un principio por miedo a que apareciera otra vez el Majin buu malvado, intenta eliminar a Mr. Buu, sin embargo Mr. Satán interviene y aboga por el para que le perdonen la vida, ya que al ya no poseer su parte malvada y tampoco ser controlado por seres malvados, ya no era una amenaza para nadie y promete asumir la responsabilidad de cuidarlo en su casa, pero Vegeta se niega y sigue tratando de eliminarlo y le insiste a Mr. Satán que se aparte del camino, hasta que finalmente Goku le insiste a Vegeta que lo deje en paz y le pide a Dende que cure a Mr. Buu, esto como agradecimiento por su ayuda en la batalla previa, ya que si este junto a Mr. Satán no hubieran interferido, todos ellos estarían muertos. Días después, Mr, Buu se muda con Mr. Satán y su mascota labrador retriever llamado Bee (ベエ Bē?) después de la desaparición del Majin Buu original por Gokū. Ambos continúan apareciendo como personajes secundarios recurrentes en los siguientes medios de Dragon Ball.